# Erannis subrufaria
Erannis subrufaria là một loài bướm đêm trong họ Geometridae.